# Moritz Ende
Moritz Ende (* 10. Dezember 1999 in Ludwigsfelde) ist ein deutscher Handballspieler.

## Karriere
Moritz Ende spielte bis 2021 für den 1. VfL Potsdam in der 3. Liga. 2021 wechselte er zu den Füchsen Berlin, wo er jedoch nur wenig Spielanteil in der 1. Bundesliga erhielt. Mit Berlin spielte er zudem in der EHF European League, zu deren Gewinn er in der Spielzeit 2022/23 zehn Tore beitrug. 2023 unterschrieb er einen Vertrag beim Erstligaaufsteiger ThSV Eisenach. Zu Beginn der Saison erzielte er gegen Göppingen seine ersten Tore in der Bundesliga.